# سترانتسکا زهور
سترانتسکا زهور (به چکی: Stránecká Zhoř) یک منطقهٔ مسکونی در جمهوری چک است که در ناحیه ژدار ناد سازاووو واقع شده‌است. سترانتسکا زهور ۱۱٫۹۱ کیلومتر مربع مساحت و ۶۰۸ نفر جمعیت دارد و ۴۹۷ متر بالاتر از سطح دریا واقع شده‌است.

## نگارخانه

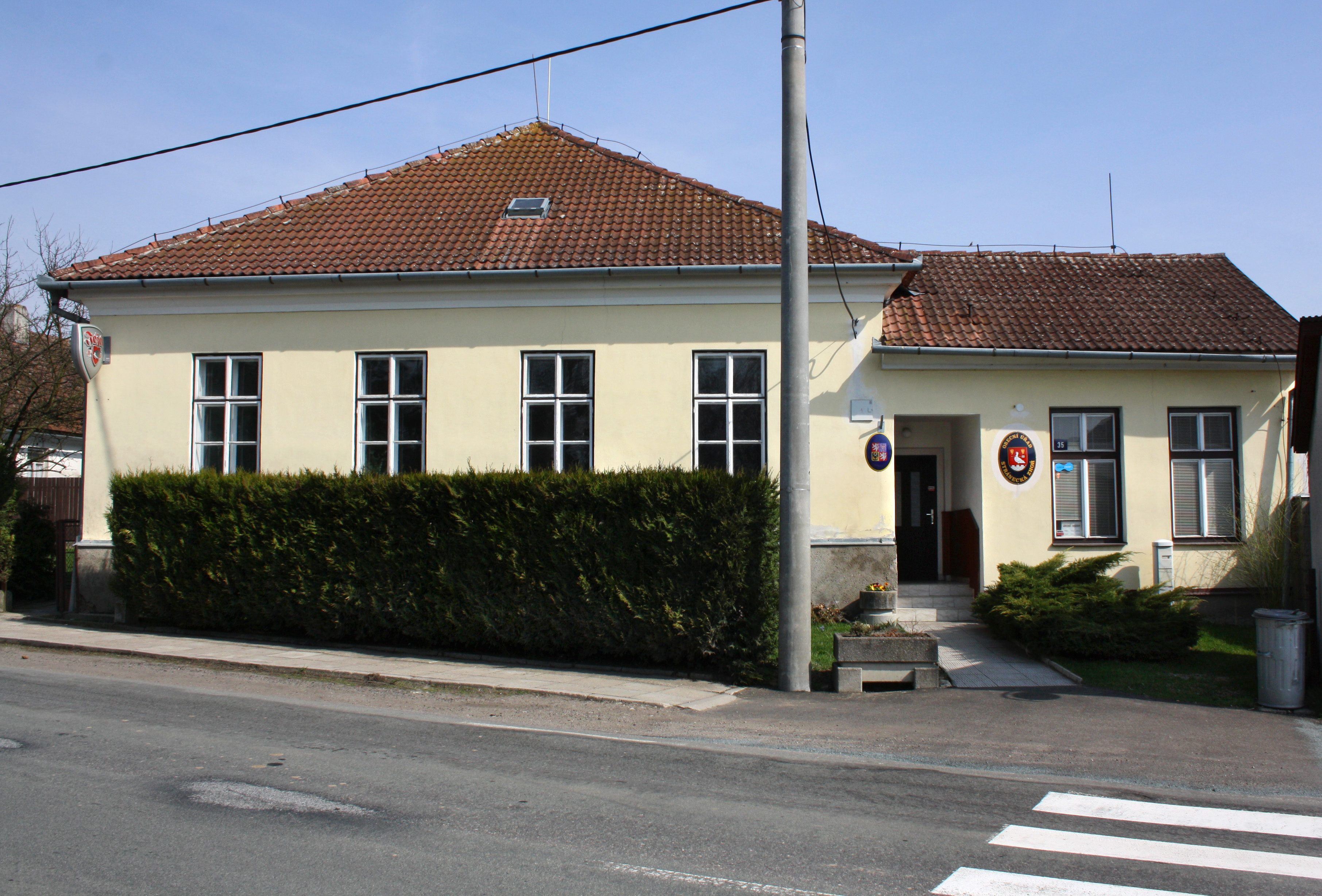
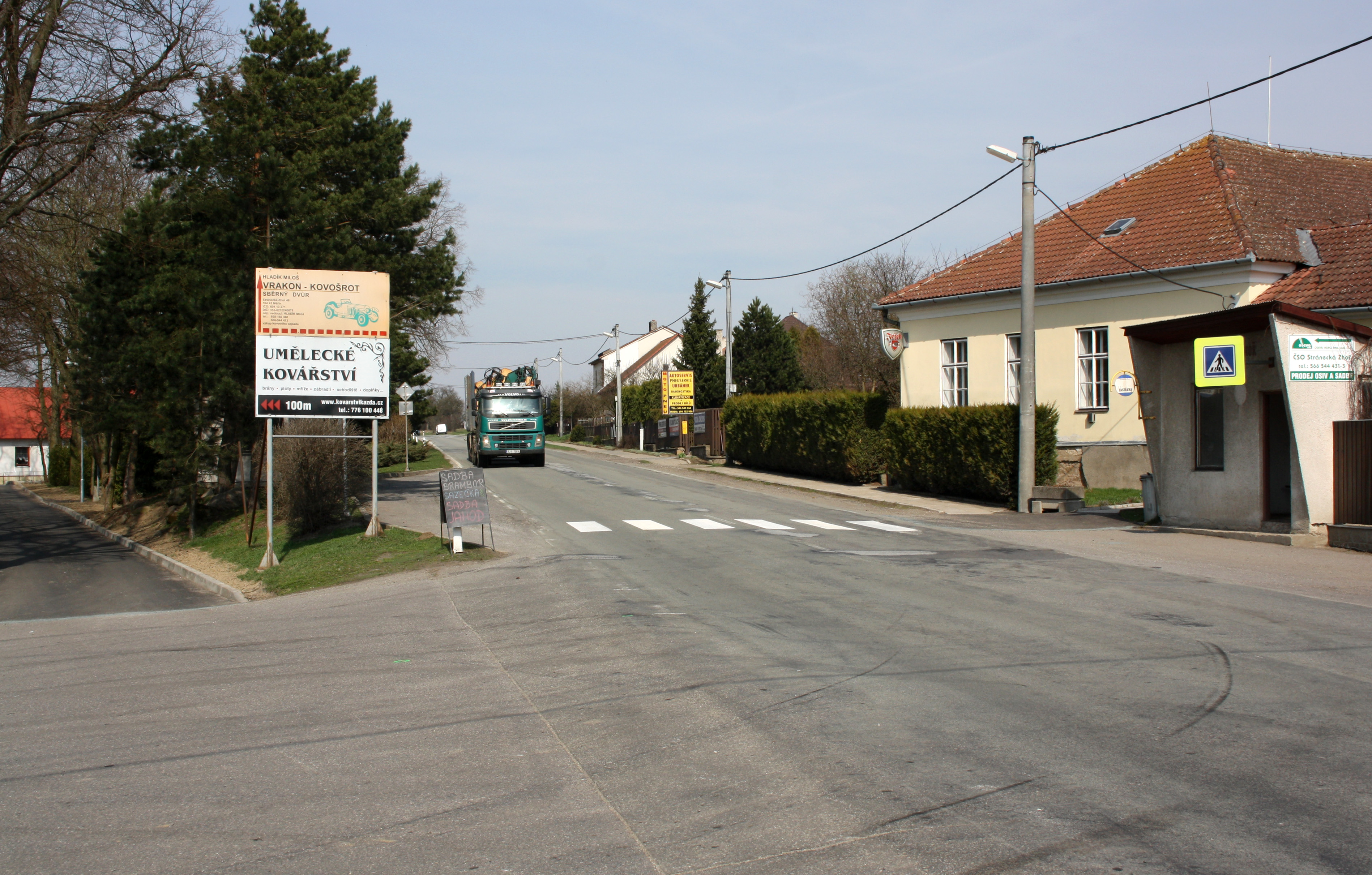